# Manuel Rincón
Pour les articles homonymes, voir Rincón.
Manuel Joaquín Rincón y Calcáneo, né à Perote le 30 juin 1784 et le 24 septembre 1849, est un militaire et homme politique mexicain des XVIIIe et XIXe siècles. 
Ses parents, Miguel Rincón et Micaela Calcáneo sont tous les deux d'origine espagnole. 
Commandant de la ville d'Iturbide (en) (Nuevo León) il parvient au grade de Coronel. Le 9 février 1827, il succède à Manuel Gómez Pedraza au poste de Ministre de la Guerre et de la Marine du Mexique au sein du Gouvernement Guadalupe Victoria. Il est promu General de división le 5 décembre 1837.

### Sources et bibliographie
- En defensa de la patria, Secretaría de Gobernación, AGN, México D.F. (Mexique), 1997, p. 111.